# Sampelga (département)
Pour les articles homonymes, voir Sampelga.
Pour le village chef-lieu, voir Sampelga (Burkina Faso).
Sampelga est un département et une commune rurale de la province du Séno, situé dans la région du Sahel au Burkina Faso.
En 2006, le dernier recensement comptabilisait 19 258 habitants.

## Villages
Le département et la commune rurale de Sampelga est composé de neuf villages, dont le village chef-lieu homonyme (données de population du recensement de population de 2006) :
- Aligaga I (1 098 habitants)
- Aligaga II (1 668 habitants)
- Bandiédaga (1 864 habitants)
- Damdégou (2 056 habitants)
- Niagassi (3 119 habitants)
- Sampelga (3 692 habitants), chef-lieu
- Waboti I (1 756 habitants)
- Waboti II (1 637 habitants)
- Woulmassoutou (2 337 habitants)